# حیات وحش جمهوری کنگو

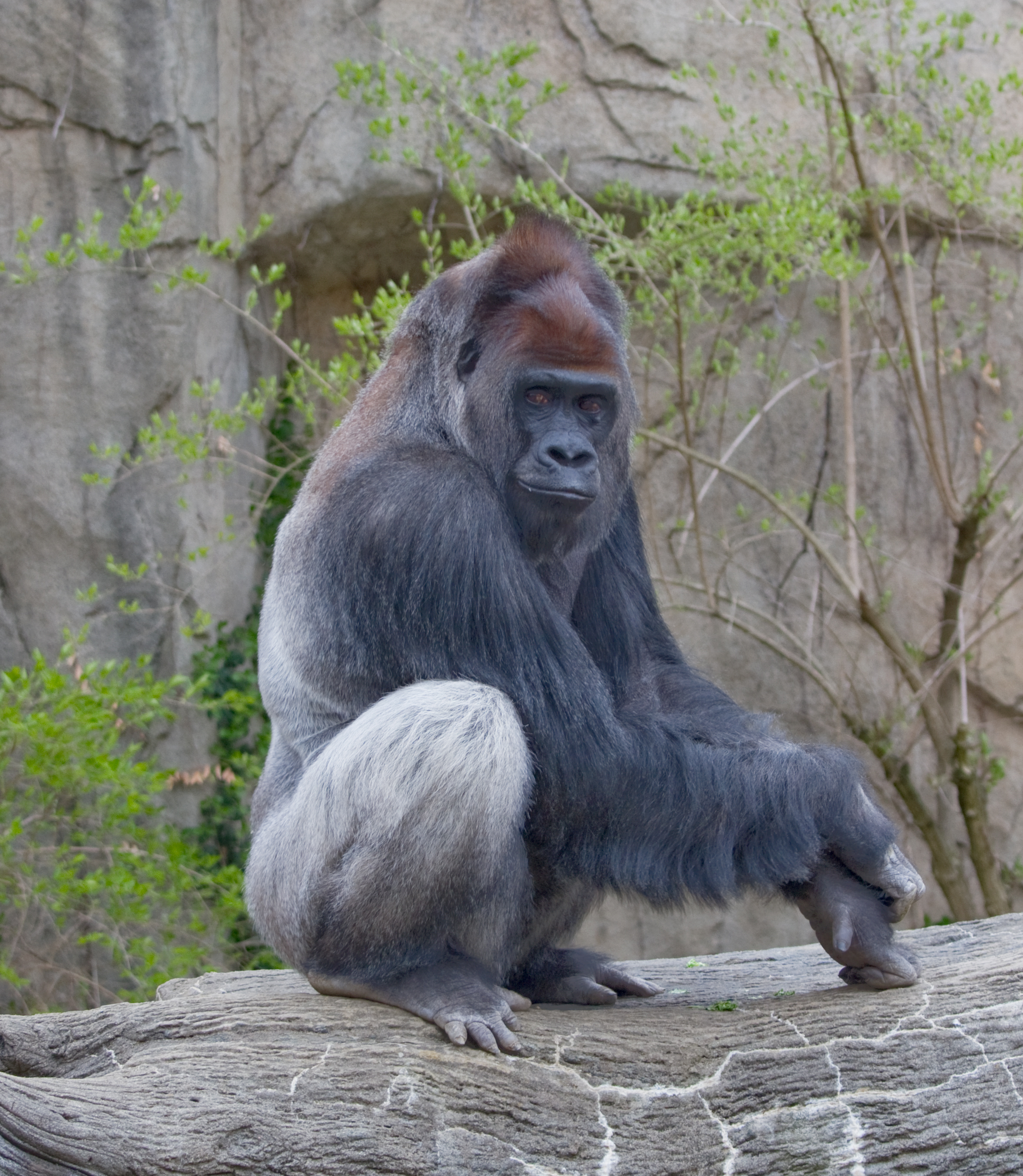
گوریل جلگه‌ای غربی

حیات وحش جمهوری کنگو آمیخته‌ای از گونه‌هایی از انواع مختلف جانداران است. ۴۰۰ گونه پستاندار، ۱٬۰۰۰ گونه پرنده و ۱۰٬۰۰۰ گونه گیاه که ۳٬۰۰۰ تای آن‌ها منحصر به این کشور هستند، در جمهوری کنگو وجود دارند.

## زیاگان
در حدود سال ۲۰۰۸، محققانی از انجمن حفاظت حیات وحش گوریل‌ها را در مناطق جنگلی انبوه متمرکز در منطقه اوسوی ناحیه سنگا مورد مطالعه قرار دادند. آن‌ها به جمعیت حدود ۱۲۵٬۰۰۰ گوریل جلگه‌ای غربی که انزوای ایشان از انسان‌ها به طور گسترده‌ای توسط مرداب‌های غیرقابل سکونت حفظ شده است، اشاره نمودند.